# Duomo (métro de Naples)
Duomo est une station de la ligne 1 du métro de Naples, située dans le quartier Pendino, à proximité de la cathédrale de Naples (Duomo di Napoli), dont elle tire son nom. Conçue par l'architecte italien Massimiliano Fuksas, elle a été inaugurée le 6 août 2021. La station se distingue par son intégration d'un parc archéologique souterrain, mettant en valeur des vestiges découverts lors de sa construction.

## Situation
La station Duomo est située sous la piazza Nicola Amore, à l'intersection de la Via Duomo et du Corso Umberto I, dans le centre historique de Naples. Elle dessert des sites majeurs comme la cathédrale de Naples, le musée Gaetano Filangieri et le Palazzo Arcivescovile. Des accès secondaires sont disponibles le long de la Via Marina.

## Histoire
La construction de la station a débuté en 2001, mais les travaux ont été ralentis par la découverte de vestiges archéologiques, notamment un temple du Ier siècle et un portique d'époque flavienne. Ces découvertes ont conduit à la création d'un parc archéologique intégré à la station, visible depuis la surface grâce à une coupole en verre et acier. 
La station a été officiellement ouverte au public le 6 août 2021, après plusieurs reports liés à la préservation des vestiges et à la complexité des travaux. La piazza Nicola Amore a été réaménagée pour inclure une zone piétonne et mettre en valeur l'accès au parc archéologique.

## Caractéristiques
La station Duomo fait partie des Stazioni dell’arte du métro de Naples, reconnues pour leur design innovant. Conçue par Massimiliano Fuksas, elle combine architecture contemporaine et préservation archéologique. Elle est située à 40 mètres de profondeur, soit 30 mètres sous le niveau de la mer, en raison des contraintes géologiques et historiques.
La station comprend :
- Deux voies et un quai central.
- Un parc archéologique souterrain accessible aux visiteurs, présentant les vestiges mis au jour.
- Une coupole transparente à la surface, permettant d’observer les vestiges depuis la piazza Nicola Amore[2].

## Services
La station est desservie par les trains de la ligne 1, reliant Piscinola à Garibaldi. Elle est équipée pour l’accessibilité des personnes à mobilité réduite grâce à des ascenseurs et des aménagements spécifiques.

## À proximité
- Cathédrale de Naples (Duomo di Napoli)
- Piazza Nicola Amore
- Musée Gaetano Filangieri
- Palazzo Arcivescovile
- Via Marina et Corso Umberto I